# 藤崎衛
藤崎 衛（ふじさき まもる、1975年 - ）は、日本の歴史学者。専門は西洋中世史。東京大学大学院総合文化研究科教授。地中海学会ヘレンド賞受賞。

## 人物・経歴
鹿児島県生まれ。1998年鹿児島大学法文学部卒業、学士（文学）。2003年ローザンヌ大学文学部歴史学科留学（スイス政府奨学生）。指導教員はアゴスティーノ・パラヴィチーニ・バリアーニ。2006年ローマ・ラ・サピエンツァ大学文哲学部中世社会文化学科留学（イタリア政府奨学生）。指導教員はジュリア・バローネ。
2007年東京大学大学院人文社会系研究科欧米系文化研究専攻西洋史学専門分野博士課程単位取得退学。2007年東京大学グローバルCOEプログラム死生学の展開と組織化特任研究員。2009年フンボルト大学ベルリン第一哲学部歴史学研究所在外研究（ドイツ学術交流会奨学生、客員研究員）。指導教員はミヒャエル・ボルゴルテ。2011年博士（文学）。
2012年東京大学文学部西洋史学研究室助教、東京大学大学院人文社会科学研究科生命科学・利用倫理研究員、東京大学大学院人文社会科学研究科西洋史講義ティーチング・アシスタント。2014年地中海学会ヘレンド賞受賞。
2016年茨城大学教育学部准教授。2018年上智大学文学部准教授。2021年東京大学大学院総合文化研究科地域文化研究専攻地中海・イスラム地域文化講座准教授。2024年東京大学大学院総合文化研究科地域文化研究専攻地中海・イスラム地域文化講座教授。専門は西洋中世史。

## 著作
- 『ヴァチカン物語』（塩野七生, 石鍋真澄共著、新潮社） 2011年
- 『中世教皇庁の成立と展開』（八坂書房） 2013年
- 『ローマ教皇は、なぜ特別な存在なのか : カノッサの屈辱』（NHK出版） 2023年

## 翻訳
- 『中世教皇史』（ジェフリー・バラクロウ、八坂書房） 2012年
- 『地中海と人間 : 原始・古代から現代まで 1』（デイヴィド・アブラフィア、佐藤昇, 田瀬望共訳、藤原書店） 2021年
- 『地中海と人間 : 原始・古代から現代まで 2』（デイヴィド・アブラフィア、佐藤昇, 田瀬望共訳、藤原書店） 2021年

### 監訳
- 『世界史 : 300点の写真とイラストで大図解 : 人類1000万年の歴史がこの1冊でわかる』（ジェレミー・ブラック、ニュートンプレス） 2020年